# Нотатки божевільного
«Нотатки божевільного» або «Записки божевільного» (рос. Записки сумасшедшего) — повість Миколи Васильовича Гоголя, яку він написав у 1834 році. Уперше повість вийшла в 1835 році у збірнику «Арабески» із заголовком «Клапті з нотаток божевільного». Пізніше ввійшла до збірки «Петербурзькі повісті».

## Головний герой
Герой «Нотаток божевільного», від імені якого ведеться розповідь — Аксентій Іванович Поприщин, невеликий петербурзький чиновник, переписувач паперів у департаменті, столоначальник (в одному із записів прямо вказано, що він столоначальник, хоча це звання переважно надавалося надвірному раднику), дрібний дворянин у чині титулярного радника (та ж професія і той же чин був у іншого гоголівського персонажа, Акакія Акакійовича Башмачкіна).
Дослідники не раз звертали увагу на основу прізвища героя «Нотаток божевільного». Аксентій Іванович незадоволений своєю посадою, над ним, як над всяким божевільним, тяжіє одна ідея — ідея пошуку свого невідомого «поприща». Поприщин незадоволений, що його зневажає начальник відділення: «Що це в тебе, братику, в голові завжди розгардіяш такий? Ти часом бігаєш, мов очманілий, справу іноді так переплутаєш, що й сам сатана не розбере, в титулі поставиш маленьку літеру, не виставиш ні числа, ні номера».

## Сюжет
Повість становить собою щоденник головного героя. На початку він описує своє життя і роботу, а також навколишніх людей. Далі він пише про свої почуття до дочки директора, і незабаром після цього починають проявлятися ознаки божевілля. Він розмовляє з її собачкою Меджі, після чого запевняє себе, що знайшов листи, котрі Меджі писала іншій собаці. Йому трапляється новина про усунення іспанського короля від влади.
Через кілька днів він повністю відривається від реальності, марячи, що він новий король Іспанії. Його безумство видно навіть за числами в щоденнику — якщо починається щоденник з 3 жовтня, то розуміння про те, що він — король Іспанії приходить, за його датуваннями 43 квітня 2000 року. І чим далі, тим більше занурюється герой углиб своєї фантазії. Він потрапляє в божевільню, але сприймає це як прибуття до Іспанії. В кінці записи повністю втрачають сенс, перетворюючись на набір фраз. Остання фраза повісті: «А чи ви знаєте, що в алжирського дея під самим носом ґуля?».

## Історія створення
Сюжет «Нотаток божевільного» сходить до двох різних задумів Гоголя початку 1830-х років: до «Нотаток божевільного музиканта», згадуваних у відомому переліку змісту «Арабесок» і до нездійсненої комедії «Володимир 3-го ступеня». З листа Гоголя Івану Дмитрієву від 30 листопада 1832 року, а також з листа Плетньова Жуковському від 8 грудня 1832 можна угледіти, що в ту пору Гоголь був захоплений повістями Володимира Одоєвського з циклу «Будинок божевільних», що увійшли пізніше в цикл «Російських ночей» і, дійсно, присвячених розробці теми уявного чи дійсного безумства у високообдарованих («геніальних») натур. Причетність власних задумів Гоголя в 1833—1834 років до цих повістей Одоєвського видна з безсумнівної подібності однієї з них — «Імпровізатора» — з «Портретом». З того ж захоплення романтичними сюжетами Одоєвського виник, очевидно, і нездійснений задум «Нотаток божевільного музиканта»; безпосередньо пов'язані «Нотатки божевільного» через «Будинок божевільних» Одоєвського з романтичною традицією повістей про художників. «Володимир 3-го ступеня», будь він закінчений, теж мав би героєм безумця, істотно відмінного, однак, від «творчих» безумців тим, що це був би чоловік, що поставив собі прозаїчну мету отримати хрест Володимира 3-го ступеня; не отримавши його, він «у кінці п'єси… божеволів і уявляв, що він сам і є» цей орден. Таке нове трактування теми безумства теж наближається, у відомому сенсі, до божевілля Поприщина.
Із задуму комедії про чиновників, залишеного Гоголем у 1834 році, ряд побутових, стилістичних і сюжетних деталей перейшов у створювані тоді «Нотатки». Генерал, який мріє отримати орден і довіряє свої честолюбні мрії кімнатній собачці, даний уже в «Ранку чиновника», тобто у вцілілому уривку початку комедії, що належить до 1832 року. В уцілілих подальших сценах комедії без труднощів відшукуються комедійні прообрази самого Поприщина і його середовища — виведених там дрібних чиновниках Шнейдера, Каплунова і Петрушевича. Відгук Поприщина про чиновників, які не люблять відвідувати театр, прямо сходить до діалогу Шнейдера і Каплунова про німецькі театри. Особливо при цьому підкреслена в Каплунові грубість ще сильніше переконує в тому, що в нього-саме й мітить Поприщин, називаючи чиновника, що не любить театр, «мужиком» і «свинею». У Петрушевича, навпаки, належить визнати першу в Гоголя спробу тієї ідеалізації бідного чиновника, яка знайшла собі втілення в самому Поприщині. «Служив, служив і що ж вислужив», каже «з гіркою усмішкою» Петрушевич, передбачаючи подібну ж заяву Поприщина на самому початку його нотаток. Відмова потім Петрушевича і від балу, і від «бостончика» намічає той розрив із середовищем, який призводить Поприщина до божевілля. І Каплунов, і Петрушевич — обидва поставлені потім у ті ж принизливі для них стосунки з лакеєм начальника, що і Поприщин. Від Закатіщева (пізніше собачки) простягаються, з іншого боку, нитки до того хабарника «Нотаток», якому «давай пару рисаків або дрожки»; Закатищев у передчутті хабаря мріє про те ж саме: «Ех, куплю славних рисаків… Хотілося б і колящинку». Порівняємо також канцелярські діалектизми комедії (наприклад, слова Каплунова: «І бреше, рознегідник») з подібними ж елементами у мові Поприщина: «Хоч будь у рознужді»; пор. ще канцелярське прізвисько Шнейдера: «проклята німчура» і «проклята чапля» в «Нотатках».
Пов'язана, таким чином, з першим комедійним задумом Гоголя, картина департаментського життя і звичаїв у «Нотатках…» сходить до особистих спостережень самого Гоголя в пору його власної служби, з яких виріс задум «Володимира 3-го ступеня». Є в повісті й біографічні подробиці самого автора: «Будинок Звєкова» біля Кукушкіна мосту — це той будинок, у якому в 1830-х роках був приятель у самого Гоголя і де, крім того, жив свого часу і сам він. Запах, яким зустрічає Поприщина цей будинок, згаданий у листі Гоголя до матері від 13 серпня 1829 року. Про «ручевський фрак» — мрію Поприщина — йдеться в листах Гоголя 1832 року до Олександра Данилевського, того самого «приятеля», який жив у будинку Зверкова. Зачіску начальника відділення, яка дратує Поприщина, зазначає Гоголь і в «Петербурзьких Нотатках», як рису, почерпнуту, мабуть, з особистих спостережень.
При публікації повісті відбулися цензурні утруднення (наприклад, замість дея в первинному варіанті згадувався король Франції Карл X), про які Гоголь повідомляв у листі Пушкіну: «Вийшла вчора досить неприємна зачепа з цензури з приводу „Нотаток божевільного“ але, слава Богу, сьогодні трохи краще; принаймні я повинен обмежитися викиданням найкращих місць… Якби не ця затримка, книга моя, може бути, завтра вийшла б».

## Поетика повісті
«Нотатки божевільного», тобто розповідь героя про себе, не мають у творчості Гоголя ні прецедентів, ні аналогій. Культивовані Гоголем до і після «Нотаток» форми оповіді до цього задуму були незастосовні. Тема божевілля одночасно в трьох аспектах (соціальному, естетичному та особисто-біографічному), які знаходив у ній Гоголь, найприродніше могла бути розгорнута прямою мовою героя: з наголосом на мовну характеристику, з підбором гострих діалектизмів чиновника, котрий веде свої нотатки. З іншого боку, естетичний ілюзіонізм, який підказав Гоголю першу думку подібних нотаток, зробив можливим включення в них елементів фантастичного гротеску (запозичене в Гофмана листування собак); природною була причетність героя до світу мистецтва. Однак, призначена музика не мирилася з визначеним остаточно типом героя, і місце музики в нотатках чиновника зайняв театр, — вид мистецтва, з яким однаково вдало поєднувалися всі три аспекти теми відразу. Олександринська сцена й занесена в «Нотатки божевільного», як одне з головних місць, де розгортається соціальна драма. Але ілюзорний світ театрального естетизму в Гоголя зовсім інший, ніж у Гофмана. Там він утверджується у вищій реальності; у Гоголя, навпаки, він чисто реалістично зводиться до божевілля в прямому, клінічному сенсі.
Свого часу Юрій Лотман зазначив зв'язок «Нотаток божевільного» з лубком. Поприщин добре знає про різного виду аномальні явища. «Кажуть, в Англії випливла риба, яка сказала два слова на такій дивній мові, що вчені вже три роки намагаються визначити і ще досі нічого не відкрили. Я читав теж у газетах про двох корів, які прийшли до крамниці і попросили собі фунт чаю». В лубковій писемності була значна кількість повідомлень про аномальні явища, причому як джерело інформації автори лубка вказували газети.

## Українські переклади і видання
Українською мовою повість переклали Олена Пчілка та Максим Рильський.
- Запыски прычынного / Пер. Олены Пчилкы // Пчилка О. Переклады з Н. Гоголя. — K., 1881. — 68 с.
- Записки божевільного / Пер. М. Рильського // Гоголь М. Твори: В 5 т. / Заг. ред. І. Лакизи і П. Филиповича. — K., 1932. — Т. 4. Повісті.
- Записки божевільного // Гоголь М. Вибрані твори. — K.; X., 1935. — С. 277—287.
- Записки божевільного / Пер. М. Рильського // Гоголь М. Твори: В 3 т. / Заг. ред. М. Гудзія. — K., 1952. — Т. 2. — С. 165—185.

## Екранізації
- фр. «Le Journal d'un fou» (1963, реж. фр. Roger Coggio)
- «Нотатки божевільного» (1968, радянський телефільм-спектакль, реж. О. Бєлінський)